# Aiteta angustipennis
Aiteta angustipennis är en fjärilsart som beskrevs av W. Warren 1912. Aiteta angustipennis ingår i släktet Aiteta och familjen trågspinnare. Inga underarter finns listade i Catalogue of Life.